# Episodi di Duel Masters Versus
Duel Masters Versus (デュエルマスターズVS?, Dyueru Masutāzu Bāsasu) è stato trasmesso originalmente in Giappone dal 5 aprile 2014 al 28 marzo 2015 su TV Tokyo per un totale di 49 episodi. Le sigle sono rispettivamente Konchi kishō-me (ハチャメチャ・オレ!キング? lett. "Kon-Tiki il mio quoziente") cantata dai GaGaGa SP (apertura) e Zenzen daijōbuda ze OK! (全然 大丈夫だぜ OK!? lett. "Sono completamente a posto OK!") di Duel Hero Yuu e Atsuto (chiusura).

Il logo della serie

Il più atteso gioco di carte, Duel Masters, ritorna due anni dopo la battaglia della precedente stagione. Tuttavia, Katta Kirifuda che è diventano il duellante più forte, è al secondo anno delle scuole medie e nel corso del tempo ha perso la sua passione per il gioco e sogna unicamente di mangiare pane al curry tutti i giorni.
Comunque, dopo il suo incontro prima con Hokaben l'asso del baseball, poi con un duellante misterioso e dopo aver fatto una riunione con la sua amica d'infanzia, Lulu Takigawa, riaccende il suo spirito per i duelli e ritorna ad affrontare il suo viaggio per diventare un giocatore ancora più forte di prima. Assieme ai suoi nuovi amici e rivali, Katta tornerà ed affronterà le sue più grandi battaglie.

## Lista episodi
| Nº | Titolo italiano (traduzione letterale) Giapponese 「Kanji」 - Rōmaji | In onda           | In onda |
| Nº | Titolo italiano (traduzione letterale) Giapponese 「Kanji」 - Rōmaji | Giapponese        |         |
| 1  | Duema scatenato! Un'anima duellante a sangue caldo!! 「デュエマ解禁っ! 熱血デュエ魂っ!!」 - Dyuema kaikin! Nekketsu dyue tamashī!!                                                                                             | 5 aprile 2014     |         |
| 2  | Riunione con Benchan!! 「べんちゃんとの再会っ!!」 - Benchan to no saikai!! | 12 aprile 2014    |         |
| 3  | Capire il drago!! 「龍解っ!!」 - Ryū waka!! | 19 aprile 2014    |         |
| 4  | Lupo affamato! Appare Kojiro!! 「飢えた狼っ! コジローあらわるっ!!」 - Ueta ōkami! Kojirō arawaru!! | 26 aprile 2014    |         |
| 5  | Brillante inaugurazione! Il torneo di Duema in città!! 「ヌメっと開幕っ! 町内デュエマ大会っ!!」 - Numetto kaimaku! Chōnai Dyuema taikai!!                                                                                      | 3 maggio 2014     |         |
| 6  | Il drago di Katta capisce!? Gaiginga!! 「勝太龍解っ!? ガイギンガっ!!」 - Katta ryū waka!? Gaiginga!! | 10 maggio 2014    |         |
| 7  | Il nobile della rosa blu! Il suo nome è Lucifer!! 「蒼薔薇の貴公子っ! その名はルシファーっ!!」 - Aoi bara no kikōshi! Sononaha Rushifā!!                                                                                       | 17 maggio 2014    |         |
| 8  | Posizione di stallo!? Dragon Ryu!! 「屋台引いてるっ!? ドラゴン龍ーっ!!」 - Yatai hii teru!? Doragon Ryū!! | 24 maggio 2014    |         |
| 9  | Amore! Sasori!! 「愛とっ! サソリっ!!」 - Ai to! Sasori!! | 31 maggio 2014    |         |
| 10 | A sangue caldo! Lezione professionale!! 「熱血っ! プロレスレッスンっ!!」 - Nekketsu! Puroresu Ressun!! | 7 giugno 2014     |         |
| 11 | Inizio! Una nuova carta vincente!! 「始動っ! 新たなる切り札っ!!」 - Shidō! Aratanaru kirifuda!! | 21 giugno 2014    |         |
| 12 | Inaugurazione! Lucifer World Cup!! 「開幕っ! ルシファーワールドカップっ!!」 - Kaimaku! Rushifā Wārudo Kappu!! | 28 giugno 2014    |         |
| 13 | Sasori! La grande operazione della Honey Trap!! 「サソリのっ! ハニートラップ大作戦っ!!」 - Sasori no! Hanī Torappu dai sakusen!!                                                                                               | 5 luglio 2014     |         |
| 14 | Lotta feroce!! Katta VS Kojiro!! 「熱闘っ! 勝太VSコジローっ!!」 - Nettō! Katta VS Kojirō!! | 12 luglio 2014    |         |
| 15 | Semifinale! Lucifer VS Benchan!! 「準決勝っ! ルシファーVSべんちゃんっ!!」 - Jun kekka! Rushifā VS Benchan!! | 19 luglio 2014    |         |
| 16 | Lotta fino alla morte! Lucifer VS Kojiro!! 「死闘っ! ルシファーVSコジローっ!!」 - Shi tataka! Rushifā VS Kojirō!! | 26 luglio 2014    |         |
| 17 | L'incoraggiamento del drago!! 「ドラゴンの激励っ!!」 - Doragon no gekirei!! | 2 agosto 2014     |         |
| 18 | Bruciante! Una Water Battle di mezza estate!! 「灼熱っ! 真夏のウォーターバトルっ!!」 - Shakunetsu! Manatsu no Wōtā Batoru!! | 9 agosto 2014     |         |
| 19 | Bucyake e Haraguro X! Ricordi estivi inaspettati!! 「ぶっちゃけ&ハラグロXっ! まさかのひと夏の思い出っ!!」 - Bucyake & Haraguro X! Masakano hito natsuno omoide!!                                                               | 16 agosto 2014    |         |
| 20 | Grandi fuochi d'artificio! Un appunto di fermento di fine estate!! 「納涼 大花火っ! 夏の終わりのときめきメモっ!!」 - Nōryō dai hanabi! Natsu no owari no tokimeki memo!!                                                       | 23 agosto 2014    |         |
| 21 | La fortezza scioccante! Dragheart Fortress!! 「衝撃の要塞っ! ドラグハート・フォートレスっ!!」 - Shōgeki no yōsai! Doraguhāto Fōtoresu!!                                                                                        | 6 settembre 2014  |         |
| 22 | Piccante! Il Duema durante la cerimonia del tè con Dobin Mask!! 「アツっ! 土瓶マスクのお茶会デュエマっ!!」 - Atsu! Dobin Masuku no osakai Dyuema!!                                                                             | 13 settembre 2014 |         |
| 23 | Ciao caro Hamukatsu! L'incidente del drago furioso Gaiglen!! 「かわいかりしハムカツとっ! 暴龍事変ガイグレンっ!!」 - Kawai karishi Hamukatsu to! Bo ryū jihen Gaiguren!!                                                        | 20 settembre 2014 |         |
| 24 | Super tosto!? Hobane il cattivo ragazzo e Komei lo stratega geniale!! 「激ワルっ!? 不良少年ホカベンと天才軍師孔明っ!!」 - Geki waru!? Furyō shōnen Hokaben to tensai gunshi Kōmei!!                                            | 27 settembre 2014 |         |
| 25 | Bucyake & Erikatchu! Un amore autunnale!! 「ぶっちゃけ&エリカッチュっ! ひと秋の恋っ!!」 - Butchake & Erikatchu! Hito aki no koi!!                                                                                              | 4 ottobre 2014    |         |
| 26 | Esatto, andiamo in gita scolastica! Combatti contro Gyo, il parassita delle scuole medie!! 「そうだ修学旅行、行こうっ! 寄生中学・ギョウとの戦いっ!!」 - Sōda shūgakuryokō, yukō! Kisei chūgaku Gyō to no tatakai!!             | 11 ottobre 2014   |         |
| 27 | Battaglia decisiva ad Osaka! Il drago 3D viene compreso!! 「大阪決戦っ! 3D龍解したれやぁっ!!」 - Ōsaka kessen! 3D ryū kaishitare ya!!                                                                                          | 18 ottobre 2014   |         |
| 28 | Assalto alle scuole medie Bakadono! Salva la principessa Sasori!! 「突撃 バカ殿中学っ! サソリ姫を救えっ!!」 - Totsugeki Bakadono chūgaku! Sasori hime o sukue!!                                                                | 25 ottobre 2014   |         |
| 29 | Addio Hamukatsu!? La grande strategia di Power Up di Katchan!! 「さらばハムカツっ!? かっちゃんパワーアップ大作戦っ!!」 - Saraba Hamukatsu!? Katchan Pawā Appu dai sakusen!!                                                    | 1º novembre 2014  |         |
| 30 | Ecco che arriviamo all'isola di Dobin! Rappresentante dell'area lotta per la sopravvivenza!? 「来たぞ土瓶島っ! サバイバルからのエリア代表戦っ!?」 - Kitazo Dobin shima! Sabaibaru kara no Eria daihyō tataka!?                 | 8 novembre 2014   |         |
| 31 | Corri attraverso la battaglia rappresentativa dell'area! La misteriosa e formidabile nemica Lady Dobin!! 「駆け抜けろエリア代表戦っ! 謎の強敵 土瓶レディーっ!!」 - Kakenukero Eria daihyō tataka! Nazo no kyōteki Dobin Redī!! | 15 novembre 2014  |         |
| 32 | La leggenda della fine del secolo!? Il nuovo re dei Duema di Mid Dobin Town!! 「世紀末伝説っ!? ミッ土瓶タウンのネオデュエマ王っ!!」 - Seikimatsu densetsu!? Mid Dobin Taun no Neo Dyuema-ō!!!!                                 | 22 novembre 2014  |         |
| 33 | Katta vs Shobu! Vieni fuori o subirai la nuova tecnica dello stile a due spade!! 「勝太 vs 勝舞っ! 出るか新技二刀流っ!!」 - Katta vs Shōbu! Deru ka shinwaza nitōryū!!                                                         | 29 novembre 2014  |         |
| 34 | È ora di esibirsi! Lotta feroce! Il torneo nazionale dei Duema!! 「いざ出演っ! 熱闘! デュエマ甲子園っ!!」 - Iza shutsuen! Nettō! Dyuema kōshien!!                                                                              | 6 dicembre 2014   |         |
| 35 | Si apre il torneo nazionale dei Duema! La terrificante trappola di Komei!! 「開幕デュエマ甲子園っ! 孔明の恐るべき罠っ!!」 - Kaimaku dyuema kōshien! Kōmei no osorubeki wana!!                                                  | 13 dicembre 2014  |         |
| 36 | La determinazione di Benchan! Christmas Duema!! 「べんちゃんの決意っ! クリスマスデュエマっ!!」 - Benchan no ketsui! Kurisumasu Dyuema!!                                                                                        | 20 dicembre 2014  |         |
| 37 | A proposito della fine dell'anno, ecco qua! Duello rosso e bianco!! 「年末といえばこれだよねっ! 紅白デュエ合戦っ!!」 - Nenmatsu to ieba koreda yo ne! Kōhaku dyue gassen!!                                                     | 27 dicembre 2014  |         |
| 38 | Un caloroso anno nuovo! Kojiro vs una nuova Sasori!! 「アツかりし新年っ! コジローvsあたらしきサソリっ!!」 - Atsu karishi shin'nen! Kojirō vs atarashiki Sasori!!                                                               | 10 gennaio 2015   |         |
| 39 | Fai del tuo meglio Hokaben! Il peggior duello di sempre!! 「かっ飛ばせホカベンっ! からの～最凶最悪デュエルっ!!」 - Kattobase Hokaben! Kara no saikyō saiaku Dyueru!!                                                           | 17 gennaio 2015   |         |
| 40 | Lucifer! Muore!? 「ルシファーっ! 死すっ!?」 - Rushifā! Shisu!? | 24 gennaio 2015   |         |
| 41 | Le spine!? Requiem!! 「イバラのっ!? レクイエムっ!!」 - Ibara no!? Rekuiemu!! | 31 gennaio 2015   |         |
| 42 | Un furioso pareggio! Katta vs Gyo!! 「怒りのドローっ! 勝太 vs ギョウっ!!」 - Ikari no Dorō! Katta vs Gyō!! | 7 febbraio 2015   |         |
| 43 | L'amore è una battaglia! Il duello di San Valentino della fanciulla!! 「恋は戦いっ! 乙女のバレンタインデュエルっ!!」 - Koi wa tatakai! Otome no Barentain Dyueru!!                                                             | 14 febbraio 2015  |         |
| 44 | L'intenso obiettivo a cui puntare! La finale del torneo nazionale dei Duema!! 「めざせアツかりし頂っ! デュエマ甲子園決勝っ!!」 - Mezase atsu karishi itadaki! Dyuema kōshien kesshō!!                                          | 21 febbraio 2015  |         |
| 45 | Si conclude finalmente il torneo nazionale dei Duema! Chi è il vincitore!? Chi è!! 「ついに決着デュエマ甲子園っ！優勝者は誰だっ!?誰なんだっ!!」 - Tsuini ketchaku Dyuema kōshien! Yūshō-sha wa dareda!? Darena nda!!           | 28 febbraio 2015  |         |
| 46 | I giorni meravigliosi di Lulu!! 「るるのユウウツな日々っ！！」 - Ruru no yūutsuna hibi!! | 7 marzo 2015      |         |
| 47 | Lulu rimane sorpresa!? Un importante segreto da rivelare!! 「るるちゃんビックリ!? 今、明かされるアツかりし秘密ッ!!」 - Ruru-chan bikkuri!? Ima, akasa Reru atsu karishi himitsu!!                                              | 14 marzo 2015     |         |
| 48 | Un improvviso nuovo sviluppo della scuola!? Lo studente trasferito è Lucifer!? 「突然の学園新展開っ!? 転校生はルシファーっ!?」 - Totsuzen no gakuen shin tenkai!? Tenkōsei wa Rushifā!?                                        | 21 marzo 2015     |         |
| 49 | Non morire Lucifer! Ho cambiato il futuro ya a!! 「死ぬなルシファーっ！未来をひっくり返したれやぁああっ！！」 - Shinu na Rushifā! Mirai o hikkuri kaeshitare ya a!!                                                            | 28 marzo 2015     |         |